# Hypoteční zástavní list
Hypoteční zástavní list je dluhopisový cenný papír, který může být podle zákona o dluhopisech emitován jedině bankou. Krytý je pohledávkami z hypotečních úvěrů.
Hypoteční zástavní listy usnadňují bankám financování hypotečních úvěrů. Pohledávky za hypoteční úvěry však mohou krýt hypoteční zástavní listy pouze do 70 % zástavní hodnoty zastavených nemovitostí těchto úvěrů. 10 % z hodnoty hypotečních zástavních listů pak banka může krýt z jiných předem určených likvidních zdrojů (např. hotovost, vklady u centrální banky či státními dluhopisy). Banky musí důkladně evidovat hypoteční zástavní listy a jejich krytí. Česká národní banka dohlíží na dodržování podmínek evidence.